# Sailly-Labourse
Sailly-Labourse è un comune francese di 2 150 abitanti situato nel dipartimento del Passo di Calais nella regione dell'Alta Francia.

## Società

### Evoluzione demografica
Abitanti censiti